# I-29 (tàu ngầm Nhật)
I-29, tên mã Matsu, là một tàu ngầm tuần dương lớp Type-B (巡潜乙型潜水艦 Junsen Otsu-gata sensuikan) được Hải quân Đế quốc Nhật Bản chế tạo trong giai đoạn ngay trước Chiến tranh Thế giới thứ hai. Nhập biên chế năm 1942, nó đã từng tham gia trận chiến biển Coral và tấn công cảng Sydney, trước khi chủ yếu hoạt động tuần tra tại Ấn Độ Dương từ giữa năm 1942. Dưới tên mã Matsu (松, Hán-Việt: Tùng), chiếc tàu ngầm được huy động tham gia nhiệm vụ Yanagi nhằm trao đổi vật tư chiến lược, nhân sự và hàng hóa với Đức Quốc Xã. I-29 hoàn tất nhiệm vụ đầu tiên trong tháng 5, 1943; nhưng trong chặng quay trở về của nhiệm vụ thứ hai, nó bị tàu ngầm Hoa Kỳ USS Sawfish đánh chìm trong eo biển Balintang, Philippines vào ngày 26 tháng 7, 1944.

## Thiết kế và chế tạo

### Thiết kế
Tàu ngầm Type B được cải tiến từ phân lớp KD6 của lớp tàu ngầm Kaidai dẫn trước, và được trang bị một thủy phi cơ nhằm tăng cường khả năng trinh sát. Chúng có trọng lượng choán nước 2.631 tấn (2.589 tấn Anh) khi nổi và 3.713 tấn (3.654 tấn Anh) khi lặn, lườn tàu có chiều dài 108,7 m (356 ft 8 in), mạn tàu rộng 9,3 m (30 ft 6 in) và mớn nước sâu 5,1 m (16 ft 9 in). Con tàu có thể lặn sâu đến 100 m (328 ft), và có một thủy thủ đoàn đầy đủ bao gồm 94 sĩ quan và thủy thủ.
Type B1 trang bị hai động cơ diesel Kampon Mk.2 Model 10 công suất 6.200 mã lực phanh (4.623 kW), mỗi chiếc vận hành một trục chân vịt. Khi lặn, mỗi trục được vận hành bởi một động cơ điện công suất 1.000 mã lực (746 kW). Khi di chuyển trên mặt nước nó đạt tốc độ tối đa 23,6 hải lý trên giờ (43,7 km/h; 27,2 mph) và 8 hải lý trên giờ (15 km/h; 9,2 mph) khi lặn dưới nước, tầm xa hoạt động của Type B1 là 14.000 hải lý (26.000 km; 16.000 mi) ở tốc độ 16 hải lý trên giờ (30 km/h; 18 mph), và có thể lặn xa 96 nmi (178 km; 110 mi) ở tốc độ 3 hải lý trên giờ (5,6 km/h; 3,5 mph).
Những chiếc Type B1 có sáu ống phóng ngư lôi 53,3 cm (21,0 in), tất cả được bố trí trước mũi, và mang theo tổng cộng 17 quả ngư lôi Kiểu 95. Vũ khí trên boong tàu bao gồm khẩu hải pháo 14 cm (5,5 in), và hai pháo phòng không 25 mm Type 96. Hầm chứa máy bay được tích hợp vào tháp chỉ huy và hướng ra phía trước. Máy phóng máy bay được bố trí hướng ra phía trước, trong khi khẩu hải pháo trên boong đặt phía sau. Cách sắp xếp này giúp chiếc thủy phi cơ Yokosuka E14Y tận dụng tốc độ hướng ra trước của con tàu khi được phóng lên.

### Chế tạo
I-29 được đặt lườn như là chiếc Tàu ngầm số 142 tại Xưởng vũ khí Hải quân Yokosuka vào ngày 20 tháng 9, 1939. Nó được đổi tên thành I-33 đồng thời được hạ thủy vào ngày 29 tháng 9, 1940, rồi đổi tên thành I-29 vào ngày 1 tháng 11, 1941. Con tàu hoàn tất và nhập biên chế vào ngày 27 tháng 2, 1942, dưới quyền chỉ huy của Thiếu tá Hải quân Izu Juichi.

### Nhiệm vụ Yanagi
Theo tinh thần Hiệp ước Ba bên (Tripartite Pact) được ký kết giữa Đức Quốc Xã, Ý vào Nhật Bản và tháng 9, 1940, Nhật Bản trao đổi nhân sự, vật tư chiến lược và hàng hóa với Đức và Ý, thoạt tiên sử dụng tàu chở hàng, nhưng phải chuyển sang tàu ngầm khi các vùng biển bị lực lượng Đồng Minh phong tỏa.
Lần lượt đã tổ chức các chuyến: I-30 vào tháng 4, 1942; I-29 vào tháng 4, 1943; I-8 vào tháng 6, 1943; I-34 vào tháng 10, 1943; U-511 vào tháng 8, 1943; I-52 vào tháng 6, 1944; và U-234 vào tháng 5, 1945. Trong số này, I-30 đắm do trúng thủy lôi và I-34 bị tàu ngầm Anh HMS Taurus đánh chìm, sau đó I-52 chịu cùng chung số phận. Vào tháng 5, 1945, U-234 đang thực hiện chuyến đi cuối cùng khi Đức Quốc Xã đầu hàng, nên U-234 bị chiếm giữ tại Newfoundland, kết thúc việc trao đổi kỹ thuật với Nhật Bản.

## Lịch sử hoạt động

### 1942
Ngay khi nhập biên chế, I-29 được phối thuộc cùng Quân khu Hải quân Kure. Vào ngày 24 tháng 2, 1942, nó gia nhập Đội tàu ngầm 14 trực thuộc Đệ Lục hạm đội. Đến ngày 10 tháng 3, Đội tàu ngầm 14 được điều động về Hải đội Tàu ngầm 8 và trực thuộc Đệ Lục hạm đội. I-29 cùng Đội tàu ngầm 14 (còn bao gồm các chiếc I-27 và I-28) và Đội tàu ngầm 3 (các chiếc I-21, I-22 và I-24) được điều sang Lực lượng Tiền phương phía Đông, và rời Kure vào ngày 16 tháng 4 để hỗ trợ cho kế hoạch chiếm Port Moresby, Papua New Guinea.

#### Chuyến tuần tra thứ nhất
Sau khi đi đến căn cứ Truk vào ngày 24 tháng 4, I-29 khởi hành sáu ngày sau đó cho chuyến tuần tra đầu tiên trong chiến tranh dọc bờ biển phía Đông Australia; nó mang theo một thủy phi cơ Yokosuka E14Y. Nó đi đến vị trí tuần tra vào ngày 5 tháng 5. Khi kế hoạch chiếm Port Moresby bị hủy bỏ sau Trận chiến biển Coral, đến ngày 13 tháng 5, I-29 chuyển sang tuần tra ngoài khơi Sydney. Vào ngày 16 tháng 5, ở vị trí cách 35 mi (56 km) về phía Đông Newcastle, New South Wales, nó phóng hai quả ngư lôi tấn công tàu buôn vũ trang Liên Xô Uelen (5.135 tấn), rồi trồi lên mặt nước để tiếp tục bắn phá mục tiêu bằng hải pháo; Uelen chỉ bị hư hại nhẹ với ba thủy thủ bị thương.
Đến sáng sớm ngày 23 tháng 5, I-29 cho phóng chiếc thủy phi cơ để trinh sát cảng Sydney, phát hiện nhiều tàu chiến và tàu buôn Đồng Minh trong cảng. Căn cứ trên những thông tin này, Bộ tư lệnh Đệ Lục hạm đội đã ra lệnh cho các tàu ngầm I-22, I-24 và I-27 tiến hành cuộc tấn công cảng Sydney bằng tàu ngầm bỏ túi lớp Kō-hyōteki. I-27 kết thúc chuyến tuần tra vào ngày 10 tháng 6 và lên đường quay trở về căn cứ. Trên đường đi, thủy phi cơ của nó đã trinh sát Noumea, rồi về đến Kwajalein thuộc quần đảo Marshall. Nó lại lên đường quay trở về Nhật Bản để sửa chữa và bảo trì, về đến Yokosuka vào ngày 21 tháng 7. Sau khi hoàn tất nó rời Yokosuka vào ngày 29 tháng 7 để hướng sang Malaya thuộc Anh, đi đến cảng Penang bị Nhật Bản chiếm đóng trong tháng 8.

#### Chuyến tuần tra thứ hai
I-29 khởi hành từ Penang vào ngày 8 tháng 8 cho chuyến tuần tra thứ hai nhằm đánh phá tuyến giao thông đối phương trong Ấn Độ Dương đồng thời trinh sát Diego Suarez, Seychelles, Zanzibar, Mombasa và Socotra. Vào ngày 29 tháng 8, I-29 cho phóng chiếc thủy phi cơ để trinh sát quần đảo Seychelles. Đến ngày 9 tháng 9, trong vịnh Aden về phía Tây quần đảo Socotra, I-29 đã phóng ngư lôi đánh chìm tàu buôn vũ trang Anh Gazcon (4.131 tấn) tại tọa độ 13°01′B 50°41′Đ / 13,017°B 50,683°Đ, rồi sang ngày hôm sau nó tiếp tục tấn công tàu buôn Anh British Genius (8.553 tấn) trong vịnh Aden tại tọa độ 13°34′B 50°05′Đ / 13,567°B 50,083°Đ, nhưng không thành công. Sang ngày 10 tháng 9, trong biển Ả Rập ngoài khơi quần đảo Socotra, I-29 đã phóng ngư lôi tấn công chiếc tàu buôn Anh Haresfield (5.299 tấn) đang trên đường từ Aden đến Calcutta; Haresfield đắm tại tọa độ 13°05′B 54°35′Đ / 13,083°B 54,583°Đ.
Đến ngày 16 tháng 9, trong biển Ả Rập về phía Tây quần đảo Socotra, I-29 đã phóng ngư lôi và bắn hải pháo đánh chìm tàu buôn vũ trang Anh Ocean Honour (7.147 tấn) tại tọa độ 12°48′B 50°50′Đ / 12,8°B 50,833°Đ. 15 thủy thủ và năm pháo thủ đã thiệt mạng cùng con tàu, nhưng 26 người khác sốt sót và được cứu vớt. Vào ngày 22 tháng 9, trong biển Ả Rập cách Mangalore, Ấn Độ 780 mi (1.260 km) về phía Tây Nam, I-29 tấn công chiếc tàu chở hàng Hoa Kỳ Paul Luckenbach (6.579 tấn) đang vận chuyển 18 xe tăng và 10 máy bay ném bom North American B-25 Mitchell. Chiếc tàu chở hàng lần lượt trúng hai quả ngư lôi trong vòng hơn một giờ và đắm tại tọa độ 10°03′B 63°42′Đ / 10,05°B 63,7°Đ, toàn bộ 61 người trên tàu sống sót trên bốn xuồng cứu sinh. I-29 kết thúc chuyến tuần tra và quay trở về Singapore vào ngày 5 tháng 10 để sửa chữa và bảo trì. 

#### Chuyến tuần tra thứ ba
Với Đại tá Hải quân Teraoka Masao, Tư lệnh Đội tàu ngầm 14 trên tàu, I-29 khởi hành từ Penang vào ngày 11 tháng 11 cho chuyến tuần tra thứ ba nhằm đánh phá tuyến giao thông đối phương trong Ấn Độ Dương. Chiếc tàu ngầm hướng đến vùng biển phía Nam quần đảo Maldives, và đến ngày 23 tháng 11 nó phóng ngư lôi tấn công tàu biển chở hành khách vũ trang SS Tilawa (10.006 tấn) đang trong hành trình từ Bombay đến Mombasa và Durban. Sau khi lần lượt trúng hai quả ngư lôi Tilawa đắm tại tọa độ 07°36′B 61°08′Đ / 7,6°B 61,133°Đ. Trong tổng số 958 người có mặt trên tàu, 252 hành khách cùng 28 thủy thủ đã thiệt mạng; những người sống sót được tàu tuần dương HMS Birmingham và tàu buôn vũ trang Carthage cứu vớt.
Trong vịnh Aden về phía Tây Nam quần đảo Socotra, vào ngày 3 tháng 12, I-29 tấn công tàu chở dầu Na Uy Belita (6.323 tấn), vốn đang vận chuyển 9.000 tấn dầu cho Hải quân Anh từ Abadan đến Mombasa. Sau khi Belita trúng ngư lôi và thủy thủ đoàn bỏ tàu, I-29 trồi lên mặt nước và kết liễu mục tiêu bằng hải pháo tại tọa độ 11°29′B 55°00′Đ / 11,483°B 55°Đ. I-29 kết thúc chuyến tuần tra và quay trở về Singapore vào ngày 27 tháng 1, 1943, nơi nó được đại tu.

### 1943

#### Chuyến tuần tra thứ tư
Trong tháng 2, 1943, Đội tàu ngầm 14 được điều động sang Hạm đội Khu vực Tây Nam. I-29 khởi hành từ Penang vào ngày 14 tháng 2 cho chuyến tuần tra thứ tư tại khu vực vịnh Bengal, nhưng nó đã không bắt gặp mục tiêu nào nên quay trở về căn cứ Penang vào tháng 3.

#### Chuyến đi trao đổi thứ nhất

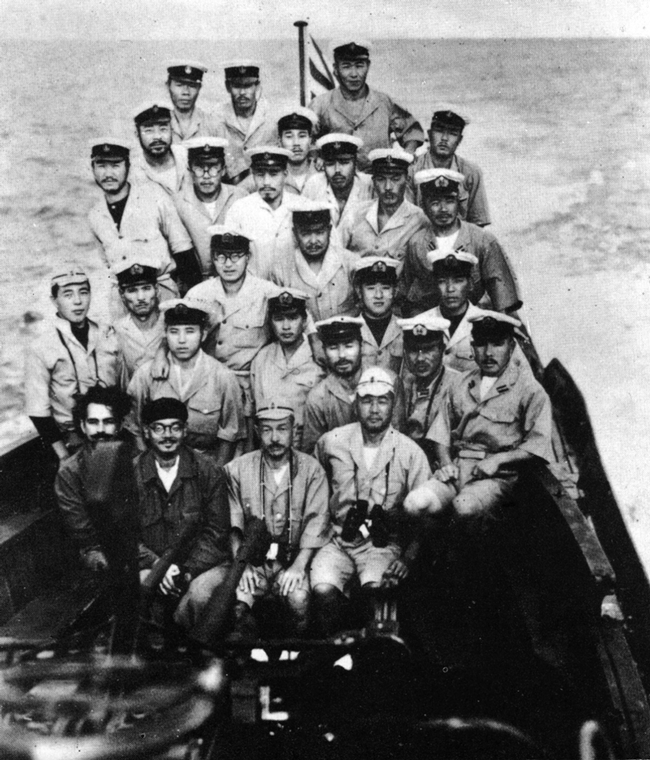
Thủy thủ đoàn I-29 sau chuyến đi trao đổi Yanagi thành công với U-180, ngày 28 tháng 4, 1943. Các nhà hoạt động cách mạng Ấn Độ Abid Hasan và Subhas Chandra Bose ngồi ở hàng đầu từ phía bìa trái.

Vào tháng 4, 1943, I-29 được chọn để thực hiện nhiệm vụ Yanagi; và mặc dù Thiếu tá Izu vẫn ở lại tàu, I-29 được chỉ huy trực tiếp bởi Đại tá Hải quân Masao Teraoka, Tư lệnh Hải đội, nhấn mạnh đến tầm quan trọng của chuyến đi. Khởi hành từ Penang vào ngày 5 tháng 4, nó chở theo 11 tấn hàng hóa, bao gồm một ngư lôi Type 89 và hai ngư lôi Type 2 ném từ máy bay, cùng hai tấn vàng cho Đại sứ quán Nhật Bản tại Berlin. Nó cũng mang theo bản vẽ của tàu sân bay Akagi (giúp vào việc chế tạo chiếc Graf Zeppelin) và một tàu ngầm bỏ túi Type A. Hành khách trên tàu còn bao gồm Trung tá Hải quân Emi Tetsushiro thuộc phòng Kỹ thuật Hải quân Nhật Bản, và Thiếu tá hải quân Tomonaga Hideo, một nhà thiết kế tàu ngầm. Họ được giao nhiệm vụ nghiên cứu kỹ thuật đóng tàu ngầm U-boat tại Đức.
I-29 đi đến điểm hẹn giữa Ấn Đô Dương, ở vị trí 450 mi (720 km) về phía Đông Nam Madagascar, vào ngày 26 tháng 4, sớm hơn lịch trình một ngày. Sang ngày hôm sau, 26 tháng 4, ngoài khơi bờ biển Mozambique, nó gặp gỡ tàu ngầm U-180, dưới quyền chỉ huy của Thiếu tá Hải quân Werner Musenberg. U-180 vốn đã khởi hành từ Kiel vào ngày 9 tháng 2, mang theo bản vẽ tàu ngầm Type IXC/40, nòng pháo và đan dược, mồi bẫy sonar, tài liệu và thư tín cho Đại sứ quán Đức tại Tokyo. Chiếc U-boat cũng chở theo nhà hoạt động cách mạng Ấn Độ Subhas Chandra Bose, người lãnh đạo Azad Hind (Chính phủ lâm thời Ấn Độ Tự do) được Nhật Bản hậu thuẫn, cùng trợ lý Abid Hasan.
Sau cuộc tiếp xúc giữa hai con tàu, kéo dài đến trên 12 giờ do thời tiết xấu và biển động, Trung tá Emi và Thiếu tá Tomonage chuyển sang chiếc U-boat và Bose cùng Hasan được đưa sang I-29 bằng bè cao su. Sau khi việc chuyển giao hoàn tất, hai chiếc tàu ngầm tách ra và đều an toàn quay trở về căn cứ. I-29 cho các hành khách quan trọng lên bờ tại Sabang ở phía cực Bắc đảo Sumatra vào ngày 6 tháng 5, thay vì đến Penang, để tránh bị tình báo Anh phát hiện. Subhas Chandra Bose và Abid Hasan sau đó đáp máy bay đi theo lộ trình Penang, Manila, Sài Gòn và Đài Loan để đến Tokyo, Nhật Bản, nơi ông được cả Thủ tướng Tojo Hideki và Nhật hoàng Hirohito tiếp kiến. Việc chuyển giao Bose và Hasan trở thành việc chuyển giao hành khách dân sự duy nhất giữa hai tàu ngầm thuộc hai hải quân khác nhau trong Thế Chiến II.

#### Chuyến tuần tra thứ năm
I-29 đi đến Singapore vào ngày 14 tháng 5, nơi con tàu được bảo trì. Nó khởi hành vào ngày 8 tháng 6 cho chuyến tuần tra thứ năm để hoạt động tại vùng biển ngoài khơi Đông Phi và vịnh Aden. Đến ngày 12 tháng 7, nó đã tấn công tàu chở hàng Anh Rahmani trong vịnh Aden, đánh chìm mục tiêu tại tọa độ 14°52′B 52°06′Đ / 14,867°B 52,1°Đ. Nó kết thúc chuyến tuần tra và quay trở về căn cứ Penang vào ngày 2 tháng 8. Con tàu lại lên đường vào ngày 9 tháng 8 để quay trở về Nhật Bản, đi đến Kure vào ngày 19 tháng 8, nơi nó được đại tu và sửa chữa.
Trong thời gian này vào ngày 10 tháng 10, Trung tá Hải quân Takakazu Kinashi tiếp nhận quyền chỉ huy I-29. Takakazu là chỉ huy tàu ngầm có thành tích cao nhất của Hải quân Nhật Bản khi chỉ huy chiếc I-19, cùng lúc đánh chìm tàu sân bay Wasp và tàu khu trục O'Brien cùng gây hư hại cho thiết giáp hạm North Carolina chỉ với một loạt sáu quả ngư lôi. Sau khi hoàn tất việc sửa chữa, chiếc tàu ngầm rời Kure vào ngày 5 tháng 11 để đi sang Singapore.

### 1944

#### Chuyến đi trao đổi thứ hai
Vào đầu tháng 12, 1943, dưới tên mã Matsu (cây thông), I-29 được phái đi thực hiện nhiệm vụ Yanagi lần thứ hai, lần này đi đến tận cảng Lorient tại bờ biển Đại Tây Dương của Pháp đang bị Đức Quốc xã chiếm đóng. Tại Singappore, nó chất lên tàu 80 tấn cao su thô, 80 tấn tungsten, 50 tấn thiếc, hai tấn kẽm và ba tấn quinin, thuốc phiện và cà phê. Con tàu cũng được trang bị bổ sung thiết bị dò radar FuMB 1 "Matox", vốn được tháo dỡ từ tàu ngầm I-8 đã quay về sau chuyến đi Yanagi thành công sang Châu Âu. Chiếc tàu ngầm còn vận chuyển 16 hành khách là sĩ quan hải quân, kỹ sư và chuyên viên đạn dược, bao gồm Chuẩn đô đốc Hideo Kojima, Tùy viên Hải quân Nhật Bản tại Đức. I-29 xuất phát từ Singapore vào ngày 17 tháng 12, 1943.
I-29 được tiếp thêm 120 tấn nhiên liệu cùng một số thực phẩm tươi từ con tàu Đức Bogota tại tọa độ 26°00′N 70°00′Đ / 26°N 70°Đ vào ngày 23 tháng 12. Đến ngày 14 tháng 2, 1944, ở vị trí cách quần đảo Azores 60 mi (97 km) về phía Tây Nam, nó gặp gỡ tàu ngầm U-518, và ba kỹ thuật viên Đức đã lắp đặt cho I-29 các thiết bị dò radar FuMB 7 "Naxos" và FuMB 9 Wanze G2 "Wanze" trên cầu tàu. U-518 sau đó tách ra để hoạt động tại vùng biển Caribe trong khi I-29 tiếp tục hành trình.
Vào ngày 10 tháng 3, một ngày trước khi đi đến Lorient, mặc dù được hai tàu khu trục và hai tàu phóng lôi Đức hộ tống cùng năm máy bay Junkers Ju 88 bảo vệ từ trên không, I-29 vẫn bị sáu máy bay ném bom De Havilland Mosquito thuộc Liên đội 248 Không quân Hoàng gia Anh tấn công trong vịnh Biscay, tại tọa độ 43°40′B 5°51′T / 43,66°B 5,85°T. I-29 đi đến cảng Lorient an toàn vào ngày 11 tháng 3, 1944.
Trong một tháng tiếp theo, phía Đức mở tiệc chiêu đãi cho thủy thủ đoàn của I-29 và tổ chức cho họ các buổi giao lưu thể thao cùng một chuyến tham quan Paris. Họ cũng được hưởng những tiện nghi xa hoa tại Lâu đài Trévarez trong tỉnh Finistère gần Brest. Trung tá Takakazu có chuyến đi đến Berlin, nơi ông được Adolf Hitler tặng thưởng Huân chương Chữ thập Sắt hạng 2 do thành tích đánh chìm tàu sân bay Wasp. Chuẩn bị cho chuyến quay trở về, các khẩu pháo phòng không của I-29 được nâng cấp bằng các cỡ nòng lớn hơn do Đức chế tạo.
I-29 khởi hành từ Lorient vào ngày 16 tháng 4 cho hành trình quay trở về với 18 hành khách trên tàu, bao gồm bốn người Đức, và được bảy tàu quét mìn hộ tống khi xuất phát. Số hàng hóa nó vận chuyển về Nhật Bản bao gồm động cơ xuồng phóng lôi, máy mật mã Enigma, linh kiện radar, động cơ phản lực Walter HWK 109-509, và bản vẽ các kiểu máy bay phản lực Messerschmitt Me 163 và Messerschmitt Me 262 nhằm phát triển chiếc Mitsubishi J8M. Sau hành trình dài nhưng không gặp sự cố gì, nó về đến Singapore vào ngày 14 tháng 7, nơi các hành khách rời tàu nhưng không chất dỡ hàng hóa, để tiếp tục vận chuyển về Nhật Bản. 

#### Bị đánh chìm
I-29 khởi hành từ Singapore vào ngày 22 tháng 7 để quay trở về Kure, Hiroshima, tuy nhiên lịch trình và đường đi của I-29 cũng như bản chất những hàng hóa nó vận chuyển đã bị đơn vị tình báo tín hiệu Ultra ngăn chặn và giải mã. "Bầy sói" "Wildcats" của Hải quân Hoa Kỳ, dưới quyền chỉ huy của Trung tá Hải quân W. D. Wilkins, bao gồm các tàu ngầm USS Tilefish, USS Rock và USS Sawfish, được phái đi phục kích dọc tuyến đường đi của I-29 ở eo biển Balintang, eo biển Luzon gần Philippines. Vào chiều tối ngày 26 tháng 7, tàu ngầm Sawfish phát hiện I-29 đang đi trên mặt nước, nên phóng bốn quả ngư lôi tấn công; I-29 nhìn thấy các quả ngư lôi nên cố gắng bẻ lái để né tránh, nhưng ba quả đã đánh trúng đích khiến I-29 đắm hầu như ngay lập tức tại tọa độ 20°10′B 121°55′Đ / 20,167°B 121,917°Đ; ba thủy thủ của I-29 đã bị hất tung xuống biển, chỉ có một người duy nhất sống sót và trôi dạt đến một đảo nhỏ của Philippines.
Trước khi biết tin con tàu đã bị đánh chìm, I-29 được điều sang Đội tàu ngầm 15 trực thuộc Đệ Lục hạm đội vào ngày 5 tháng 8. Tên nó được cho rút khỏi đăng bạ hải quân vào ngày 10 tháng 10, 1944. Trung tá Hải quân Takakazu Kinashi được đặc cách truy thăng hai bậc lên hàm Chuẩn đô đốc.